# 馬田昌調
馬田 昌調（まだ しょうちょう、生年不詳 - 文政元年10月20日（1818年11月18日））は、江戸時代の医師・戯作者。諱は弘麟、昌調。別号に雨香園、稗海亭、柳浪、青洋など。雨香園柳浪、馬田柳浪とも記される。

## 生涯
筑後久留米藩儒広津藍渓の二男として生まれる。長崎の医師・馬田家を継ぎ、馬田昌調と名乗る。
一時期大坂南本町に住み、医業のかたわら戯作を執筆して名を馳せた。中国語に通じ、中国文学を好んだ。大坂を訪問した大田南畝や曲亭馬琴と交流している。
1811年（文化8年）、近松徳三の歌舞伎狂言『朝顔日記』をもとに、読本『朝顔日記』を出版。昌調の読本版『朝顔日記』は好評を博し、さらに歌舞伎狂言や人形浄瑠璃への改作が行われた。歌舞伎・浄瑠璃では『生写朝顔話』（あるいは『生写朝顔日記』）として上演されている。

## 家族
子の広津弘信は医師から外交官に転じた。
孫（弘信の子）の広津直人は作家となり、広津柳浪の名で知られている。「柳浪」は祖父馬田昌調の別号から取られたと推測する説がある。

## 註
1. ↑  読みは『久留米人物誌』p.444による。
2. ↑  『久留米人物誌』p.444